# NBE-AE 88
La Norma Básica de Edificación: Acciones en la Edificación de 1988 (NBE-AE/88) era la normativa española que definía las acciones que debían de ser consideradas en el cálculo de estructuras. Fue aprobada por Real Decreto 1370/1988, de 25 de julio, como una modificación de la anterior norma MV-101/1962. Fue derogada en 2006 por el Código Técnico de la Edificación.
Las normas NBE eran un conjunto de códigos de obligado cumplimiento, hoy derogados, que regulaban la construcción de edificios e infraestructuras. Dichas normas se fueron aprobando desde 1977, provenientes de las "Normas MV" del antiguo Ministerio de la Vivienda.
Esta norma en particular regulaba las acciones (fuerzas externas, principalmente el peso) que debía soportar una estructura. En los proyectos realizados bajo esta normativa, dentro de la Memoria del proyecto debía figurar un apartado con el título “Acciones adoptadas en el cálculo”, donde se recopilan de forma detallada los valores aplicados al cálculo de todos y cada uno de los elementos resistentes.